# بونيفاتي
بونيفاتي (بالإيطالية: Bonifati) هي بلدة ومدينة في مقاطعة كزنسة في منطقة قلورية بجنوب إيطاليا.